# Dáin
Dáin II. zvaný Železná noha (2767-3019 T. v.) je trpaslík vystupující v knize J. R. R. Tolkiena Hobit aneb cesta tam a zase zpátky a je zmíněn také v trilogii Pán prstenů. Dáin byl králem nejslavnější trpasličí čeledi Dlouhovousáčů, známější jako Durinův lid. Vyznamenal se jako mladíček v bitvě v Azanulbizaru. V roce 2941 se stal po smrti svého příbuzného Thorina Pavézy králem obnoveného Království pod Horou. Zemřel ve válce o Prsten v roce 3019.

## Život

### Mládí
Dáin, syn Náina se narodil v roce 2767 v Ereboru. V roce 2770 však přilétá k Osamělé hoře ze severu drak Šmak, který trpasličí sídlo vyplení. Malý Dáin prchá spolu se svou rodinou a většinou přeživších do Železných hor.

### Bitva v Azanulbizaru
Po vraždě Durinova dědice Thróra dojde v letech 2793-2799 k válce mezi trpaslíky a skřety, která vyvrcholí bitvou v Azanulbizaru. Dáin, kterému tehdy bylo pouhých třicet dva let, se bojů zúčastnil a svou statečností si vydobyl velký respekt. Byl to právě on, komu se podařilo zabít vůdce skřetů Azoga. Pomstil tak svého padlého otce Náina. Po bitvě mluvil proti Thráinovi, který pobouzel trpaslíky k vstupu do Morie. Spolu se svým lidem odešel zpět do Železných hor.

### Králem Durinova lidu
V Železných horách vládl Dáin do roku 2941, kdy vyslyšel prosbu o pomoc svého bratrance Thorina Pavézy a s několika stovkami svých bojovníků ho přišel podpořit do bitvy pěti armád. Thorin ve vítězné bitvě padnul a Dáin byl poté zvolen za krále obnoveného Království pod Horou, kde od té doby vládl.
Ve válce o Prsten vedl svůj lid proti Temnému pánovi Sauronovi. Na Elrondovu radu vysílá Dáin své příbuzné Glóina a jeho syna Gimliho, kteří měli informovat Elronda o vzmáhajícím se zle na východě. Poté, co byla Osamělá hora přepadena Sauronovými sluhy, velel stařičký Dáin svému lidu v bitvě u Ereboru, kde před branou města padnul, když bránil tělo svého přítele krále Branda.